# 克萨尔海吉
克萨尔海吉，是匈牙利费耶尔州所辖的一个村。总面积5.90平方公里，总人口1630，人口密度276.3人/平方公里（2011年1月1日）。